# St. Cosmas und Damian (Barßel)

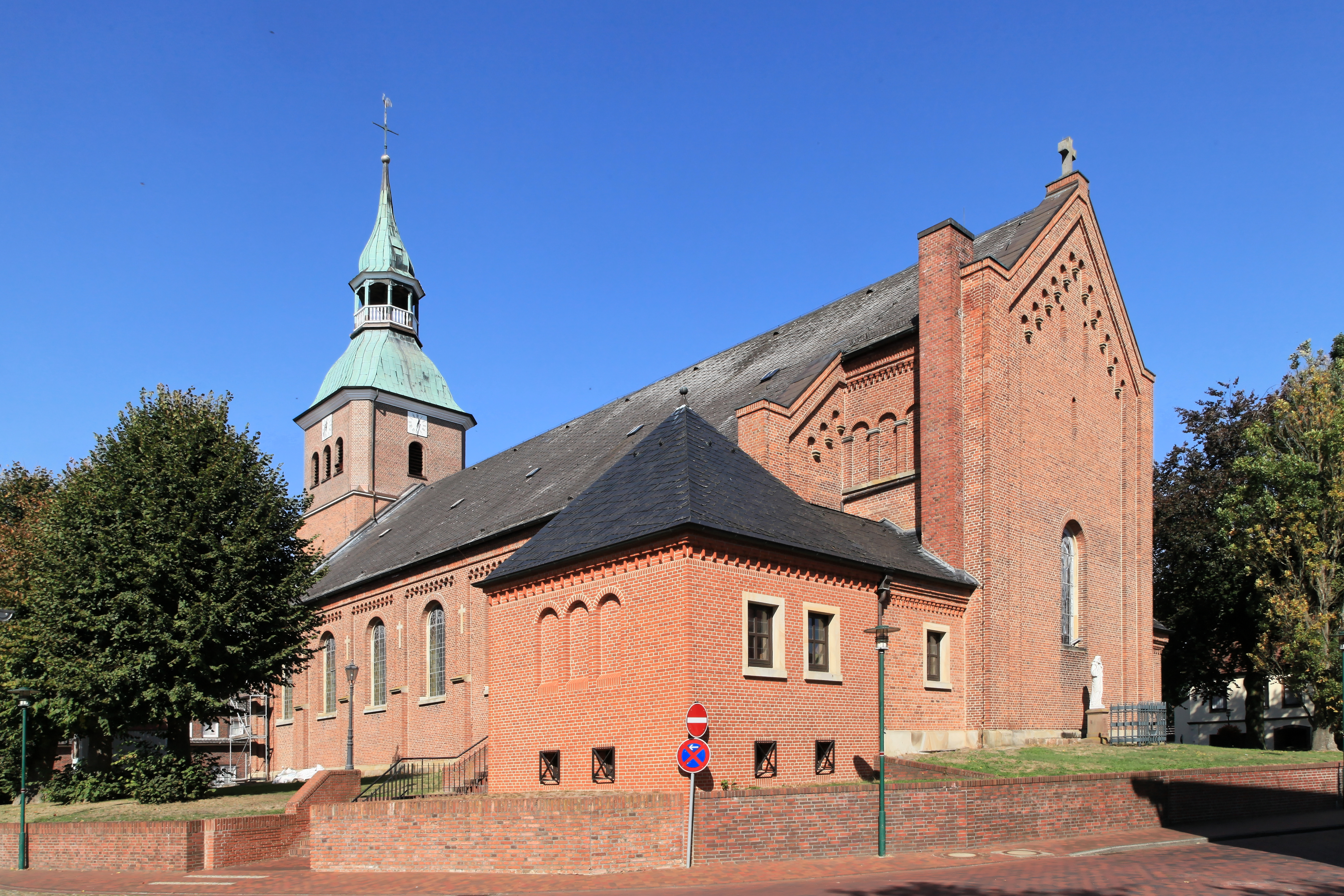
Ansicht von Südosten

St. Cosmas und Damian (auch Ss. Cosmas und Damian) in Barßel ist die Pfarrkirche der katholischen Kirchengemeinde St. Ansgar, Barßel, die dem Dekanat Friesoythe des Bistums Münster angehört.

## Geschichte
Barßel gehörte ursprünglich zur Pfarrei Altenoythe mit der Pfarrkirche St. Vitus. Der Zeitpunkt der Abpfarrung ist nicht bekannt. Bis ins 19. Jahrhundert bestand ein Kirchengebäude, das im ältesten Teil wohl aus dem 12. oder 13. Jahrhundert stammte. Von 1724 bis 1726 wurde ein Turm erbaut.
Die jetzige Kirche wurde von 1852 bis 1854 nach Plänen des Architekten Josef Niehaus errichtet. Dabei blieb der Turm erhalten. Am 29. April 1945, kurz vor dem Ende des Zweiten Weltkriegs, wurde er von Soldaten der Wehrmacht gesprengt und komplett zerstört. Die angrenzenden Teile der Kirche wurden schwer beschädigt. Das Kirchengebäude wurde bis 1947 renoviert, 1954 wurde der Turm durch Ludger Sunder-Plassmann rekonstruiert.

## Beschreibung

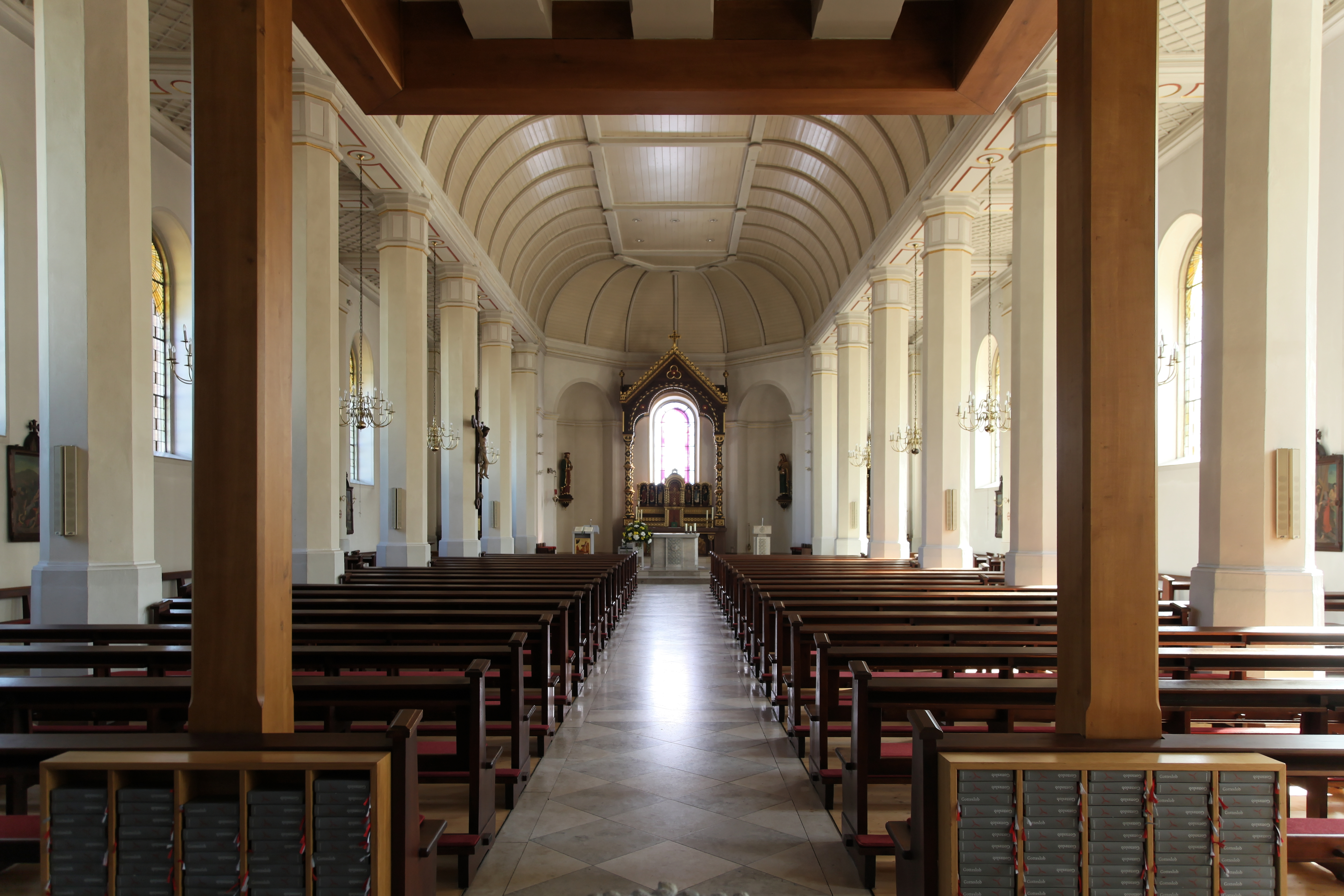
Innenansicht, Blick Richtung Chor

Die nachklassizistische Stufenhalle aus hellrotem Backstein hat ein siebenjochiges Langhaus, das durch Lisenen und Rundbögen gegliedert ist. Im Inneren befinden sich achteckige Pfeiler und eine Holzdecke. Der Giebel des eingezogenen Chors ist mit Blendbögen verziert. Auf dem dreigeschossigen Westturm befindet sich eine Laterne.

## Ausstattung
Der neuromanische Hochaltar und die beiden Seitenaltäre wurden in den Jahren 1895 bis 1897 nach Plänen des Architekten Wilhelm Rincklake gefertigt. Die Ausfertigung der Altarkonstruktionen stammte vom Tischler August Rüwe aus Barßel. Der Unterbau und die sechs Figuren im Hochaltars schuf Bildhauer Johann Heinrich Anton Benker aus Lohne. Die Marienstatue des Marienaltars stammt vom Münsteraner Bildhauer August Schmiemann. Die Figur des Joseph mit Jesuskind des Josephsaltares fertigte der Münsteraner Bildhauer Fritz Ewertz.
Das aus der zweiten Hälfte des 17. Jahrhunderts stammende Triumphkreuz wurde auf neugotische Balken montiert. Figuren der Apostel Petrus und Paulus werden auf die Zeit um 1770 datiert und Johann Heinrich König zugeschrieben.

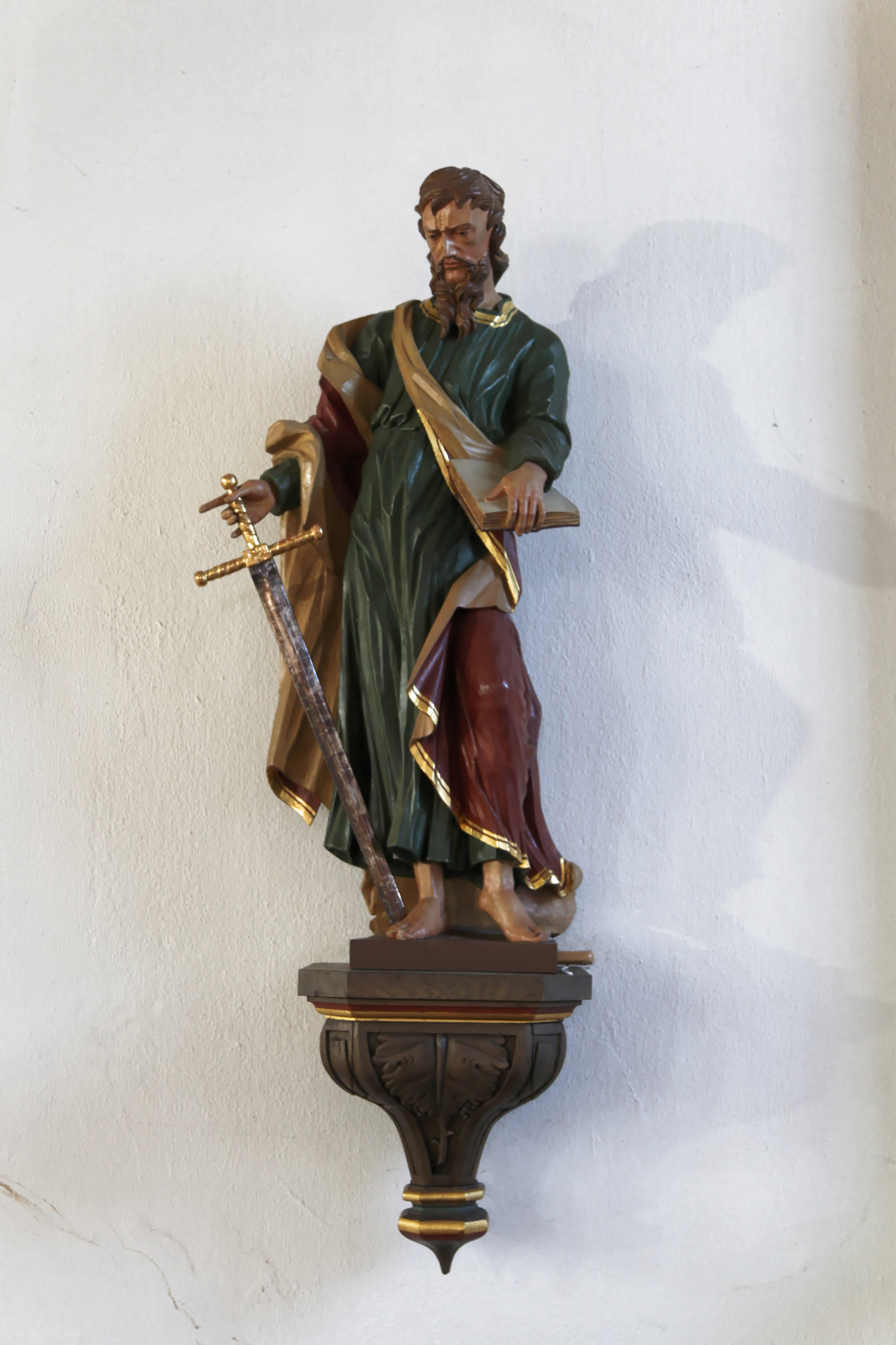
Apostel Paulus
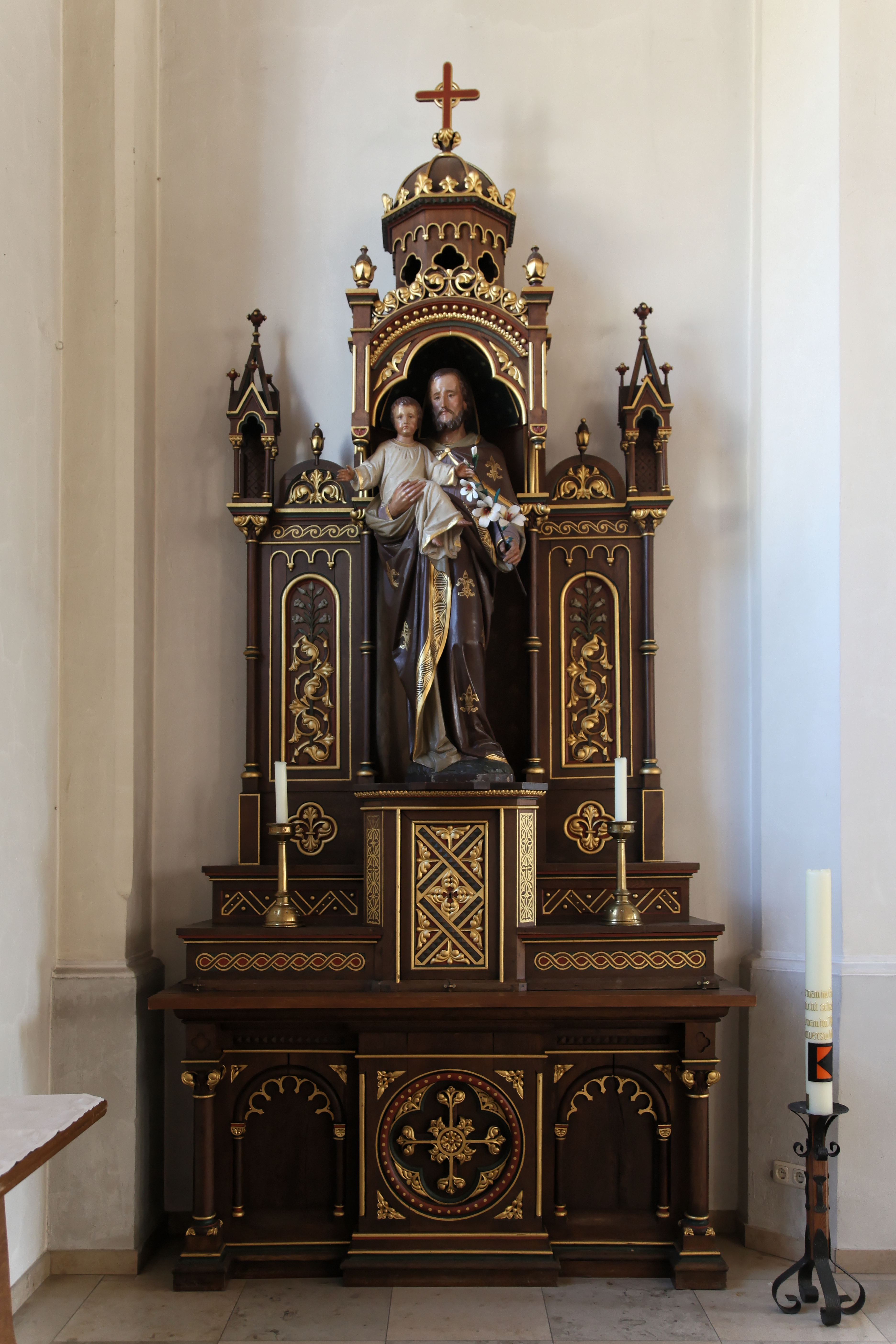
Nördlicher Seitenaltar
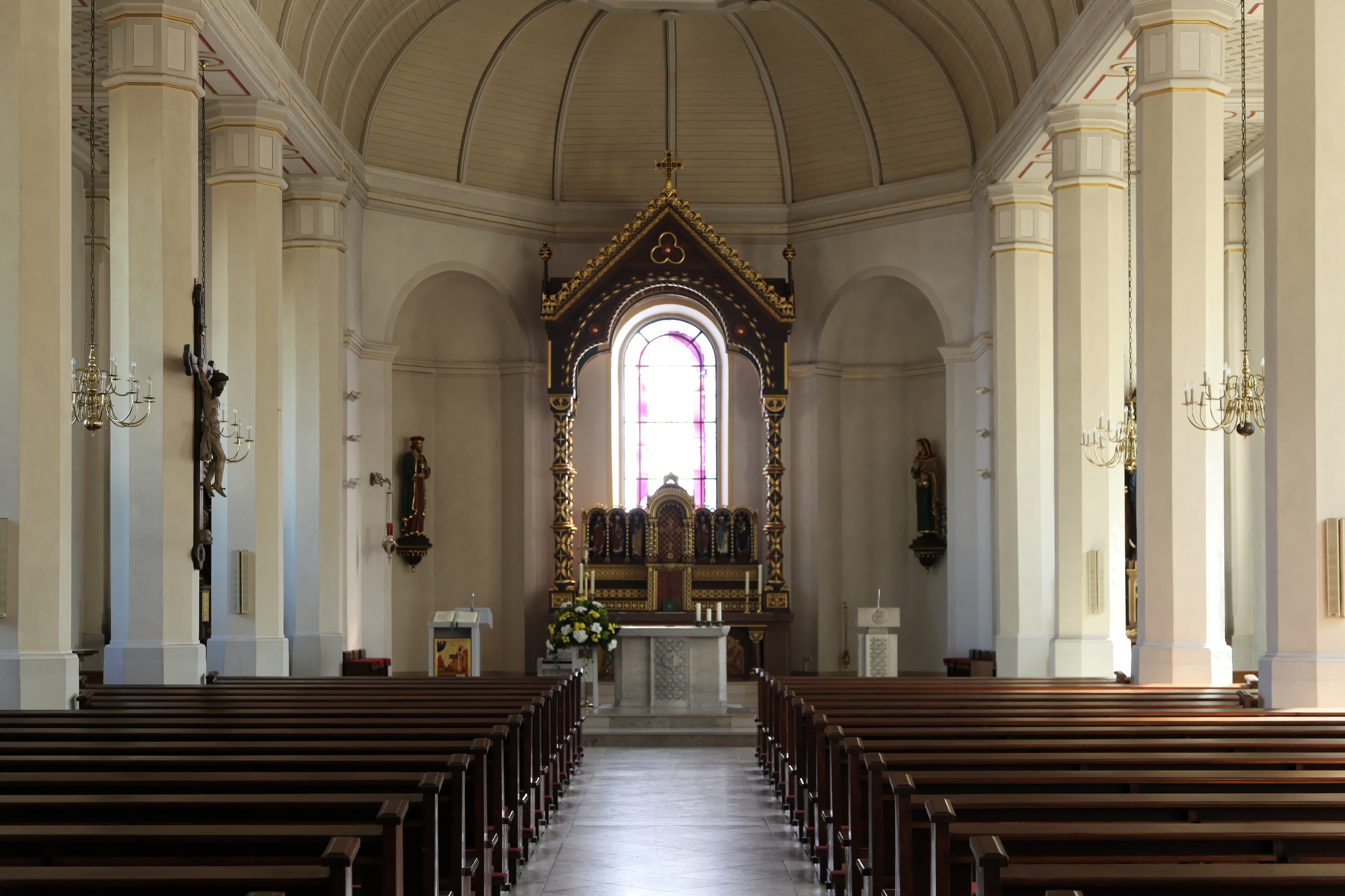
Mittelschiff mit Hochaltar
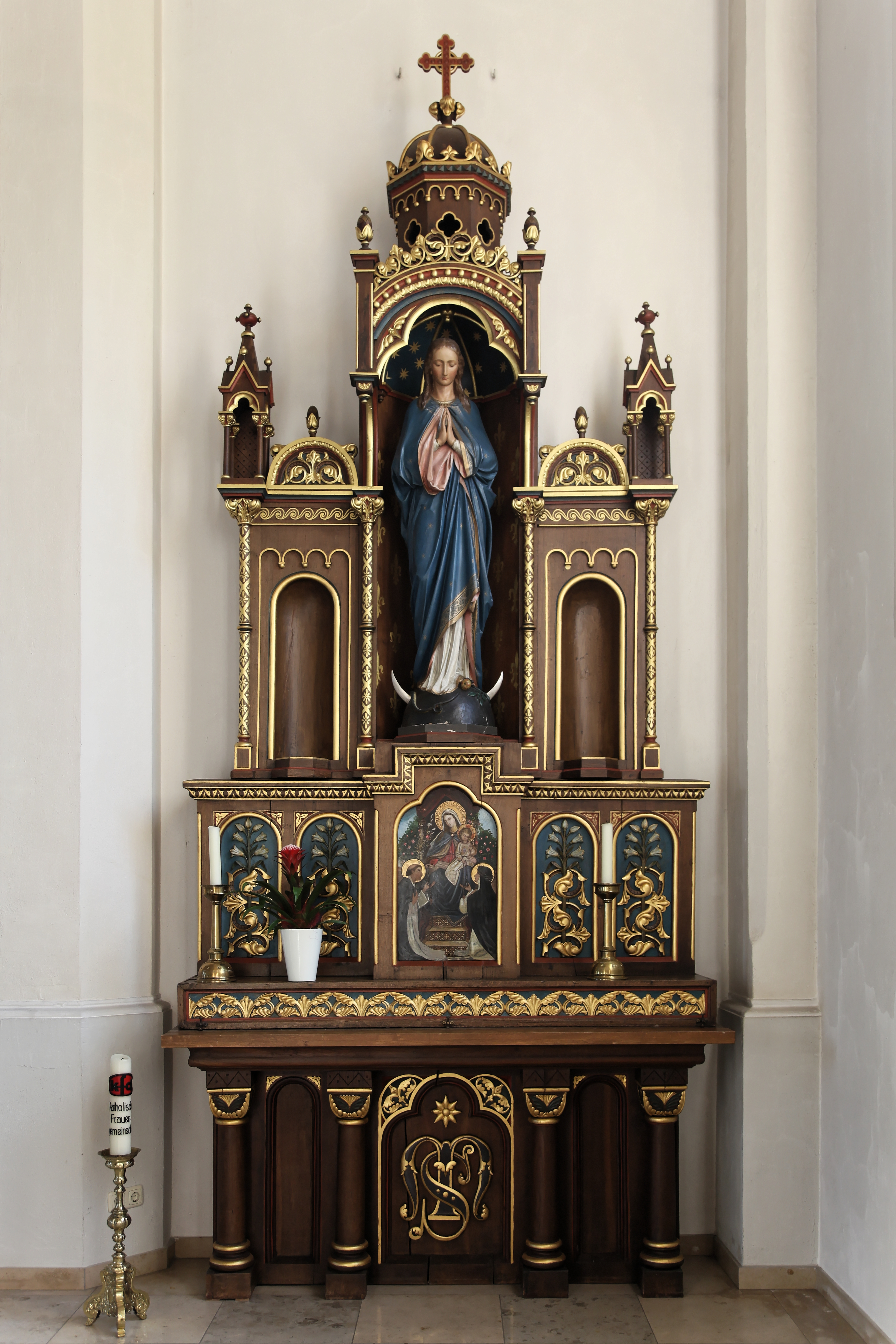
Südlicher Seitenaltar
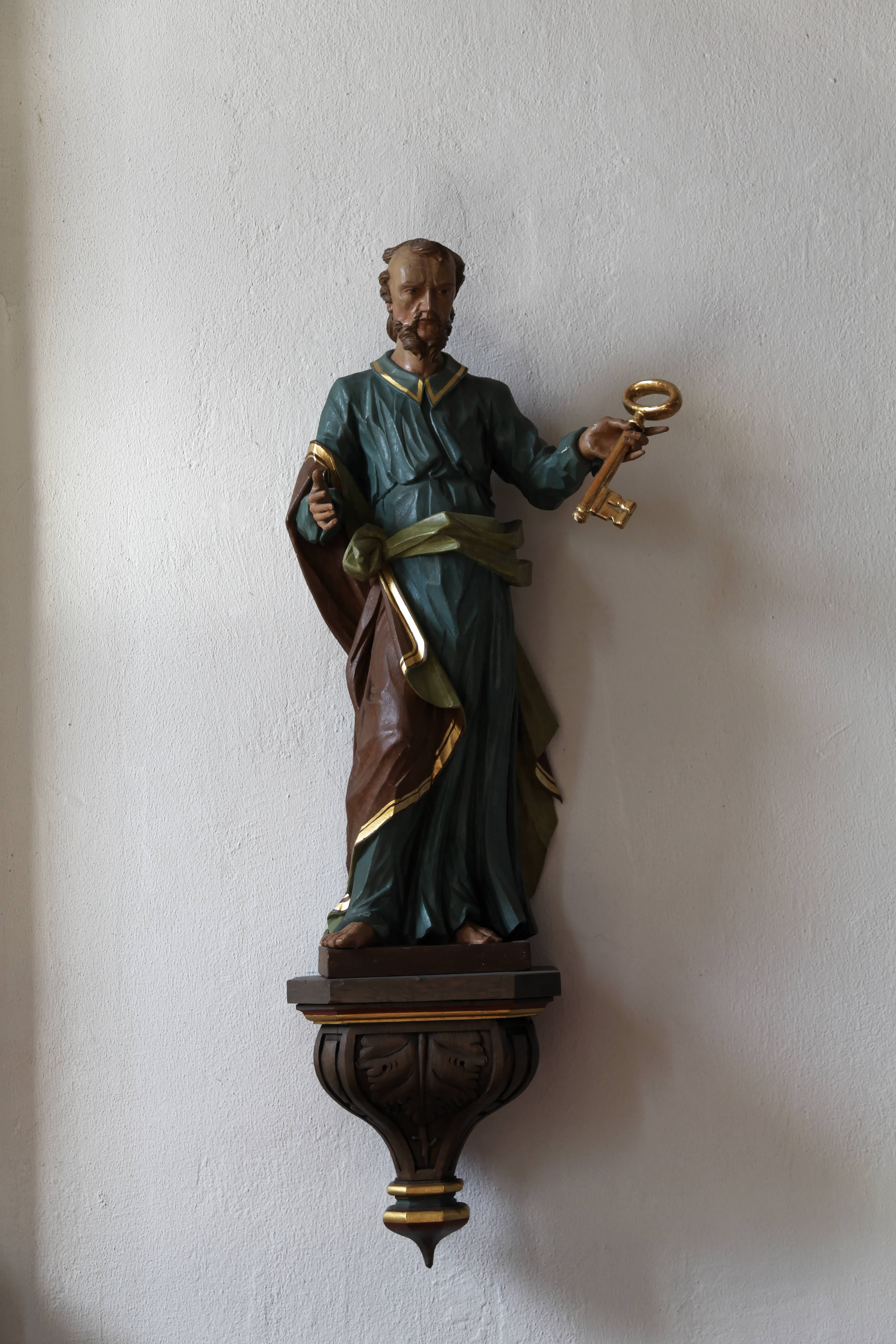
Apostel Petrus
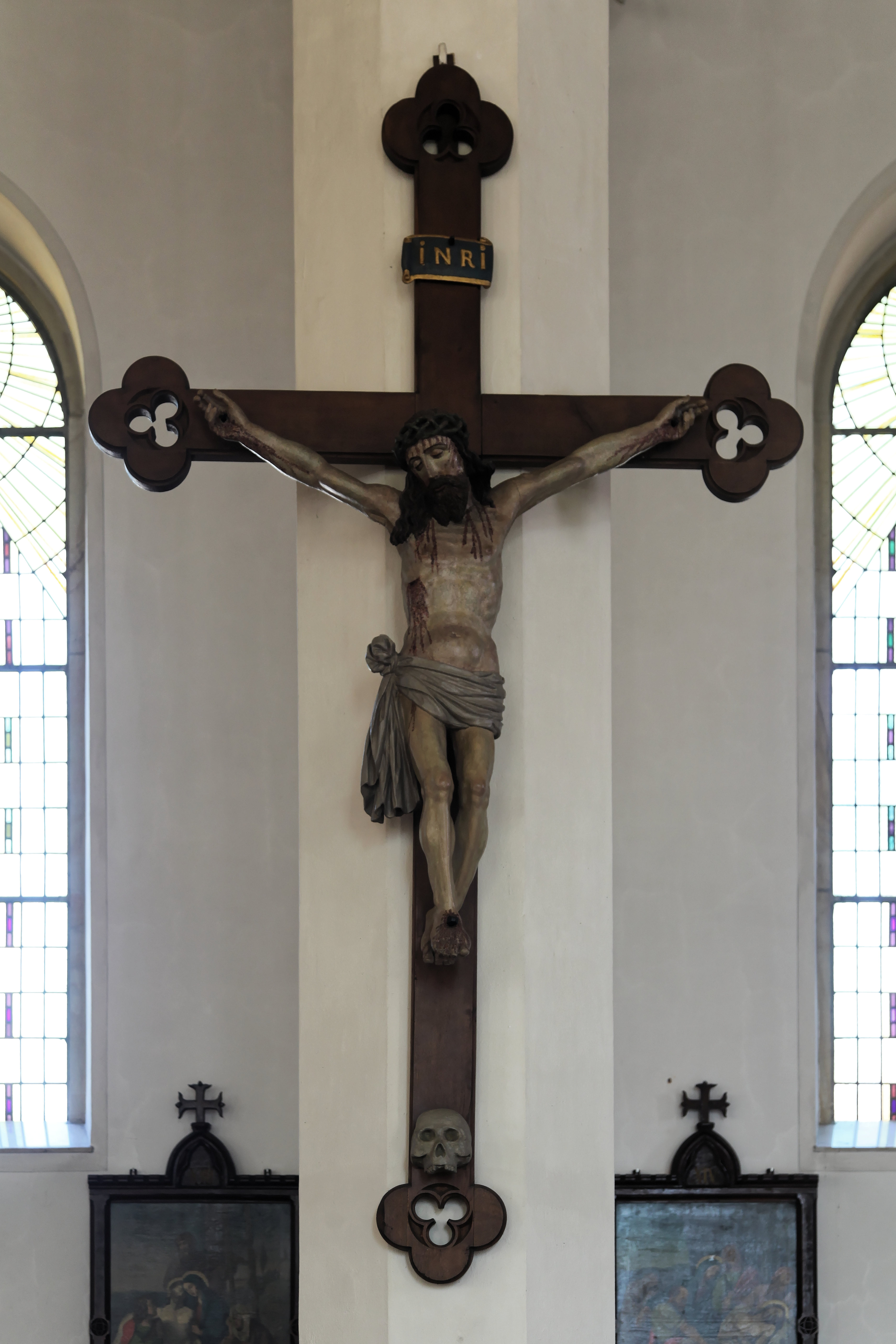
Triumphkreuz

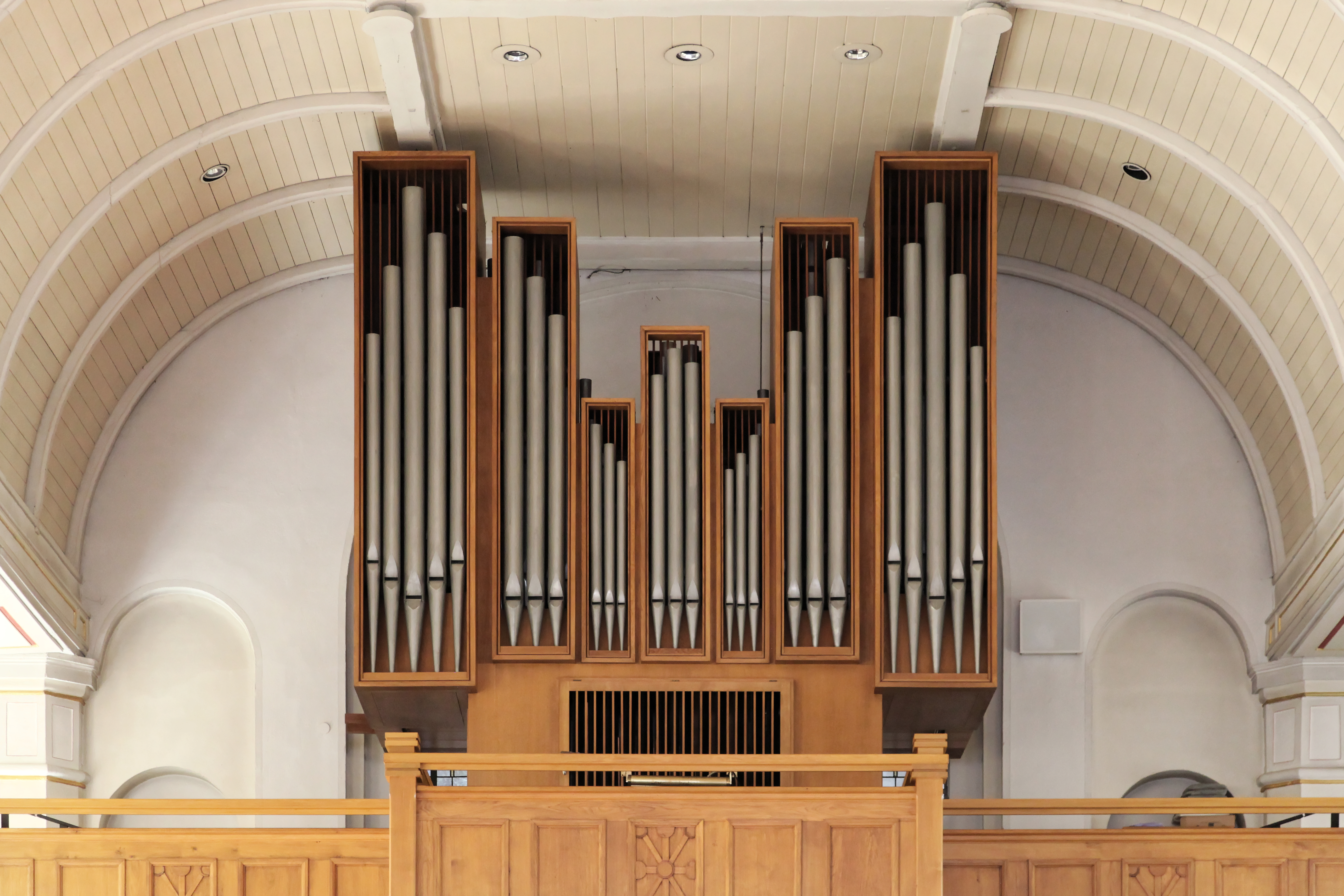
Orgel
Auf der Empore über dem Eingangsbereich befindet sich eine Orgel, die 1961 von der Orgelbauwerkstatt Alfred Führer, Wilhelmshaven gebaut worden war. Sie verfügt über 24 Register auf zwei Manualen und Pedal.